# گوهاکسان
گوهاکسان (به لاتین: Guhaksan) یک کوه در کره جنوبی است که در کره جنوبی واقع شده‌است. گوهاکسان ۹۷۱ متر بالاتر از سطح دریا واقع شده‌است.